# Tkanka miękka

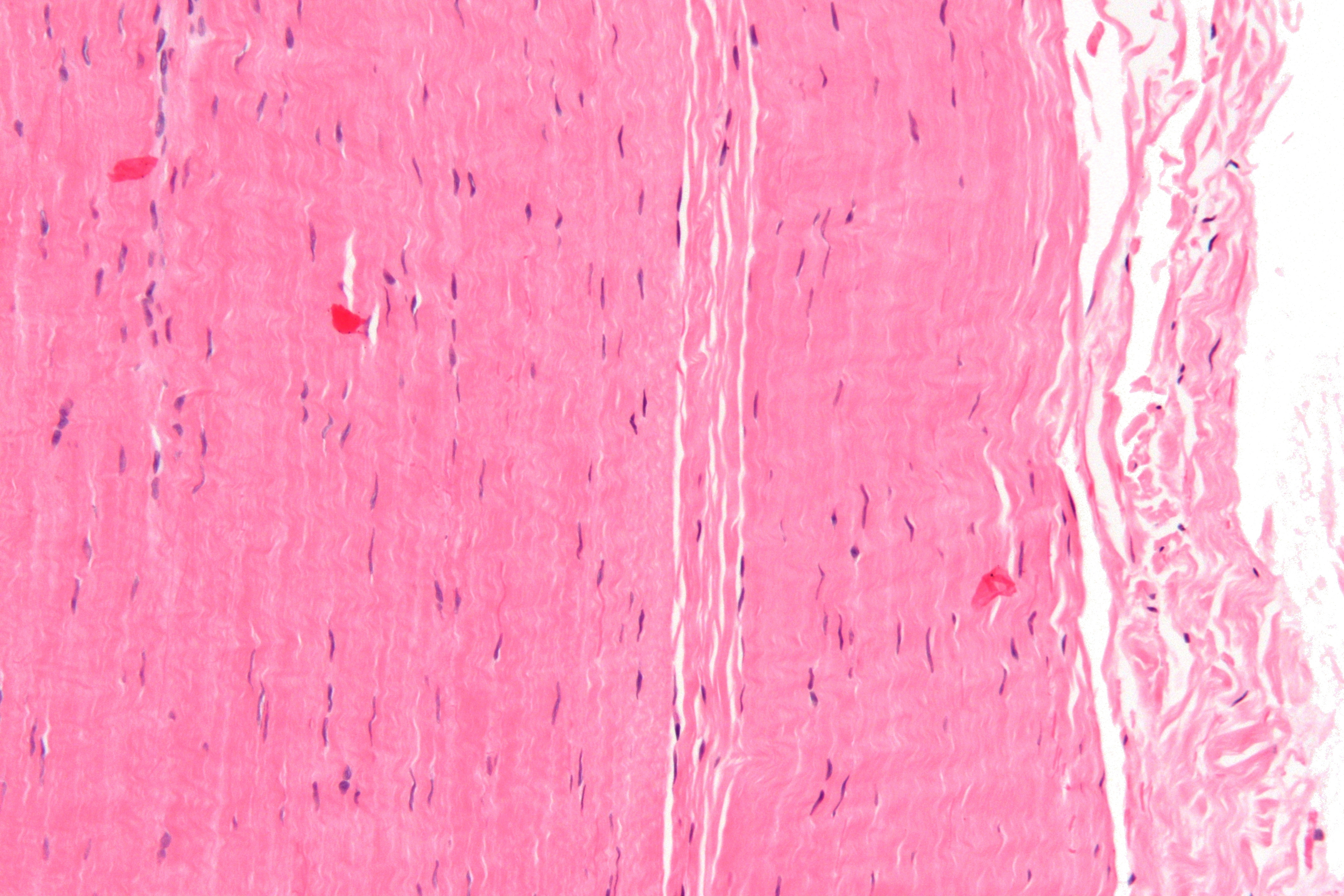
Mikroskopowe zdjęcie tkanki miękkiej ze ścięgna. Barwienie hematoksyliną i eozyną

Tkanka miękka – tkanka, która łączy, wspiera, lub otacza narządy organizmu i nie jest tkanką chrzęstną ani tkanką kostną. Do tkanek miękkich zalicza się: tkankę łączną, tkankę nabłonkową, tkankę mięśniową oraz tkankę nerwową. Komórki budujące tkankę miękką są bardzo nawodnione, a charakterystycznym substancjami występującymi wewnątrz macierzy pozakomórkowej tkanki miękkiej są kolagen i elastyna. Komórkami odpowiedzialnymi za tworzenie tkanki miękkiej są fibroblasty.